# Ectaco
ECTACO Inc. (East-Coast Trading American Company Incorporated) ist ein US-amerikanischer Entwickler und Hersteller von Hardware- und Softwareprodukten für Spracherkennung, Übersetzung und E-Books.

## Produkte

### Spracherkennung
ECTACO ist einer der ersten Entwickler von Spracherkennung im Bereich der Übersetzung. Die von ECTACO in Zusammenarbeit mit Defense Advanced Research Projects Agency entwickelten Spracherkennungstechnologien werden von internationalen Organisationen wie NATO, UN und Organisation für Sicherheit und Zusammenarbeit in Europa (OSZE), Behörden in den USA wie United States Army, FBI, Ministerium für Innere Sicherheit der Vereinigten Staaten, Social Security Administration, United States Secret Service, Department of Health Services, United States Postal Service, New York Hospitals verwendet. Besonders aktiv war die Zusammenarbeit mit den US-Behörden 2004–2006. Geräte von ECTACO wurden auch im Irakkrieg verwendet. 
Das von ECTACO entwickelte Spracherkennungssystem erlaubte US-Regierungseinrichtungen, mit nicht Englisch sprechenden Gesprächspartnern besonders in Konfliktgebieten zu kommunizieren. Die sofortige Übersetzung der dazugehörenden Antwort erleichterte die Verständigung. Diese Übertragungen waren unabhängig von individuellen Aussprachebesonderheiten. Wettbewerber im Segment boten diese Möglichkeiten derzeit nicht.

### E-Book-Reader
Mit dem Ectaco Jetbook liegt ein farbiger E-Book-Reader mit 9,7" eink-Display (1600 × 1200 Bildpunkte) von Triton vor.

## Unternehmen

### Gründung
Die Firma ECTACO Inc. wurde im Herbst 1989 in New York, USA, von David Lubaynitsky, geborenem Sankt-Petersburger (Russland) gegründet. Die Firma fungierte damals primär als Händler von elektronischen Wörterbüchern anderer Hersteller. 1990 begann ECTACO, eigene Software und Hardware zu entwickeln. Russisch- und polnischsprechende Immigranten in den USA wurden als Zielgruppe der Firma ausgewählt. Die ersten elektronischen Wörterbücher von ECTACO unterstützten die Sprachpaarung Russisch ↔ Englisch und Polnisch ↔ Englisch und später noch Deutsch ↔ Englisch. 

### Entwicklungszentren
1998 wurde das Software-Entwicklungszentrum von ECTACO in Sankt-Petersburg, Russland, mit Anton Epifanov, Vizepräsident der Firma, als Geschäftsleiter gegründet. Das Zentrum entwickelte Software für ca. 300 Modelle mit Unterstützung von 47 Sprachen und begann 2000, Technologien der Spracherkennung zu entwickeln. 2002 erschien das erste kommerzielle Modell mit Spracherkennung von ECTACO auf dem Markt. In Zusammenarbeit mit der Defense Advanced Research Projects Agency 2003 baute die Firma ein mehrsprachiges Gerät mit ASR (Advanced Speech Recognition). 
Das Hardware-Entwicklungszentrum von ECTACO befindet sich in Hongkong (China).

### Weltweite Präsenz
Das Hauptbüro von ECTACO befindet sich in Long Island City, NY. 1993 öffnete ECTACO Vertretungen in Russland (Sankt-Petersburg und Moskau). Innerhalb von zwei Jahren entstanden Büros in Deutschland (Berlin), Großbritannien (London), Tschechien (Prag), Kanada (Toronto), Polen (Warschau) und der Ukraine (Kiev). 2000 wurde zweites Büro in den USA in Chicago eröffnet.